# Liu Sheng, príncipe de Zhongshan
Liu Sheng (muerto en 113 a. C.), póstumamente conocido como Príncipe/Rey Jing de Zhongshan (chino: 中山靖王; : Zhōngshān Jìng Wáng), fue un príncipe/rey de la dinastía Han Occidental china. Su padre era el emperador Jing, y su hermano era el emperador Wu de Han. Su mausoleo es uno de los sitios arqueológicos más importantes pertenecientes a la familia imperial Han.

## Vida
Liu Sheng nació del emperador Jing de Han y su consorte Jia, que también tuvo otro hijo, Liu Pengzu príncipe de Zhao. Su padre le dio el feudo de Zhongshan en 154 a. C., y por tanto reinó en el periodo después de la Rebelión de los Siete Estados, cuando la atmósfera política era de sospecha con respecto a los estados feudales. Dada esta atmósfera, Liu Sheng fue uno de los gobernantes feudales más exitosos.
En el tercer año del reinado del emperador Wu, su medio hermano menor, Liu Sheng y muchos otros príncipes fueron invitados a un banquete en Chang'an; en el festín Liu Sheng lloró y se quejó del tratamiento que los príncipes feudales recibían por parte de los altos funcionarios estatales, quienes hacían uso de su función como monitores para levantar cargos constantemente contra los príncipes. Impresionado por esta petición el emperador ordenó explícitamente que se detuviera el escrutinio injusto de los príncipes, y Liu Sheng se convirtió en uno de los más renombrados gobernantes feudales de su época.
Era conocido por disfrutar del alcohol y las mujeres, y se decía que llegó a tener unos 120 hijos.

## Familia
- Padre
  - Emperador Jing de Han (era su noveno hijo varón)
- Madre
  - Consorte Jia
- Consortes:
  - Dou Wan
- Concubinas:
- Hijos
  - Liu Chang (劉昌), Príncipe Ai de Zhongshan (中山哀王)
  - Liu Zhen (劉貞), Marqués Ting de Zhuolu (涿鹿亭侯)
- Descendientes
  - Liu Bei (161-223)
  - Liu Kun (270-318)

## Mausoleo
La tumba de Lui Sheng fue descubierta en 1968 por Wang Zhongshu en Mancheng en la provincia de Hebei, al oeste de Pekín. Fue enterrado junto con su esposa, Dou Wan. Fue la primera tumba Han descubierta intacta. Los dos fueron inhumados en dos cuevas dentro de la ladera de una montaña. Cada cueva contenía dos habitaciones laterales para el almacenamiento del ajuar y ofrendas, una sala posterior para el ataúd, y una gran cámara central con techo de tejas y soportes de madera que desde entonces colapsó. La tumba contenía 2.700 artefactos. En total, los objetos siguientes fueron hallados:
- 419 artefactos de bronce
- 499 artefactos de hierro
- 21 artefactos de oro
- 77 artefactos de plata
- 78 artefactos de jade
- 70 artefactos lacados

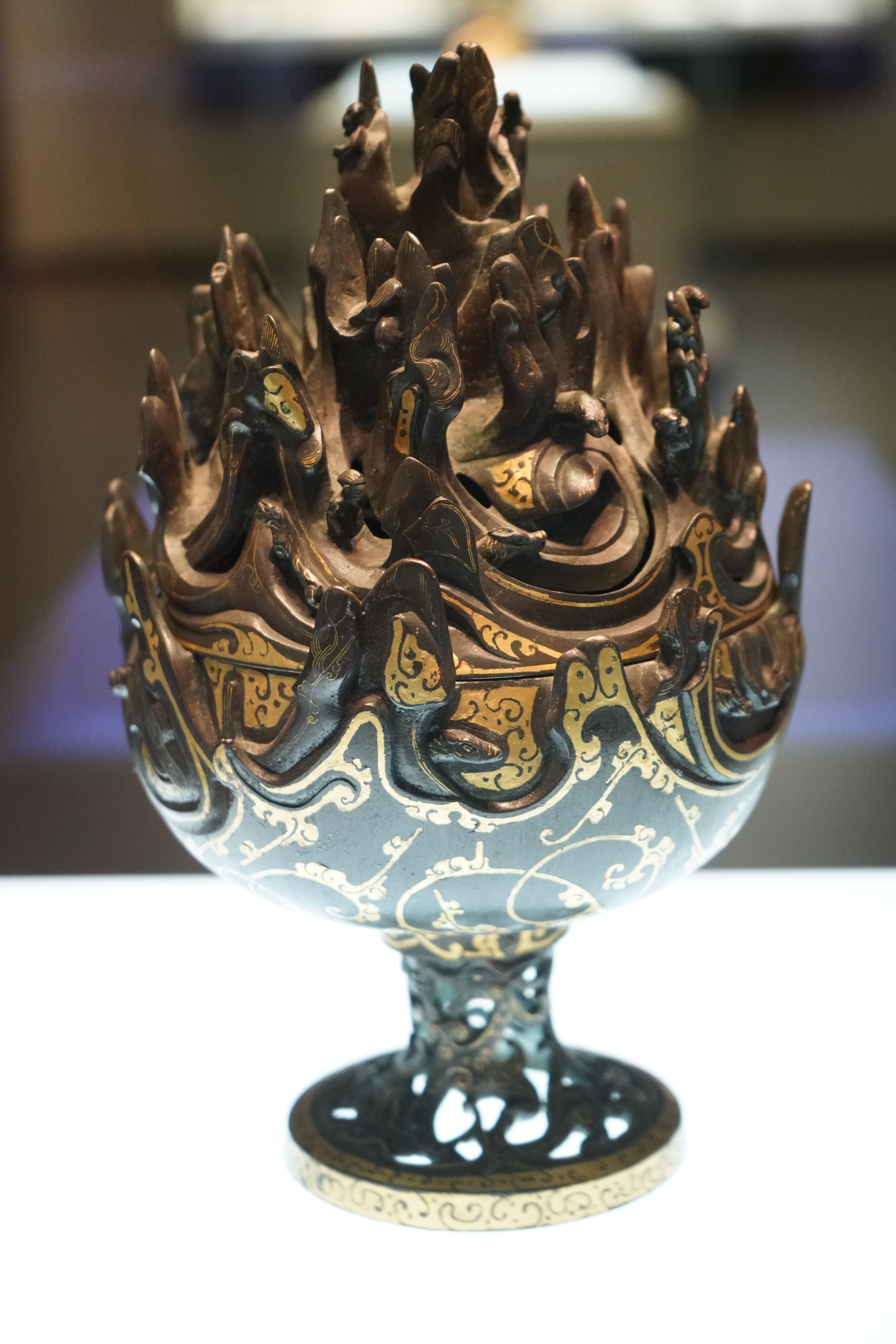
Quemador de incienso de bronce con incrustaciones de oro, de la tumba de Liu Sheng, príncipe de Zhongshan, en Hebei, Mancheng, periodo Han Occidental, siglo II a. C.

- 6 carros (en la habitación lateral orientada al sur)
- 571 piezas de cerámica (en la habitación lateral orientada al norte)
- Telas de seda

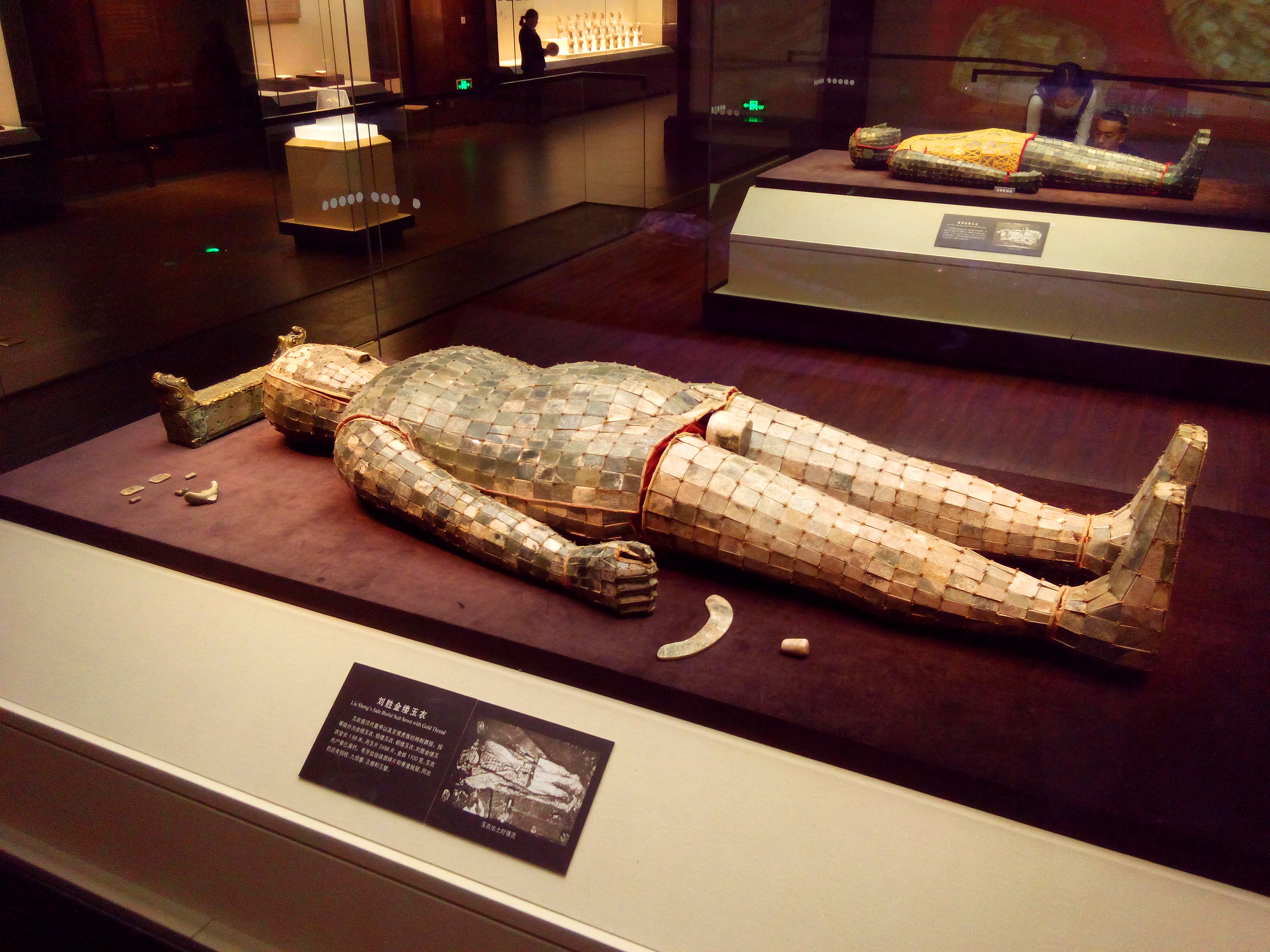
Traje funerario de jade de Liu Sheng, Museo de Hebei.

Los artefactos incluían agujas de acupuntura de oro y plata, y dagas decorativas de hierro. Dos elementos clave son el pebetero de bronce, conocidos como boshan, y el traje funerario de jade donde Sheng fue embutido. El boshan adopta la forma de las míticas montañas sagradas de las Islas de los Inmortales en el Mar Oriental. Los taoístas han creían que las montañas eran un camino hacia la vida inmortal; tiene forma de bol hemisférico profundo con una base elegante con dragones chinos clásicos entrelazados. La pieza tiene líneas de oro incrustadas, que probablemente representan el Mar Oriental. Desde los picos de las cumbres se alzan figuras en relieve de humanos y animales. El boshan ilustra tanto la enorme riqueza de Sheng como la habilidad de los Han en la fundición del bronce. Tanto Sheng como su esposa fueron enterrados con intrincadas mortajas de jade, cada una de las cuales contenía más de 2.000 placas de jade.